# Estádio Municipal José Bento Pessoa
Das Estádio Municipal José Bento Pessoa ist ein Fußballstadion mit Aschenbahn in der portugiesischen Stadt Figueira da Foz, Distrikt Coimbra. Es wird hauptsächlich für Fußballspiele genutzt. Es ist die Heimspielstätte des Fußballclubs Naval 1º de Maio und bietet 9000 Zuschauerplätze. Das städtische Stadion wurde 1953 eröffnet und ist nach dem in Figueira da Foz geborenen portugiesischen Radrennfahrer José Bento Pessoa (1874–1954) benannt.

## Galerie

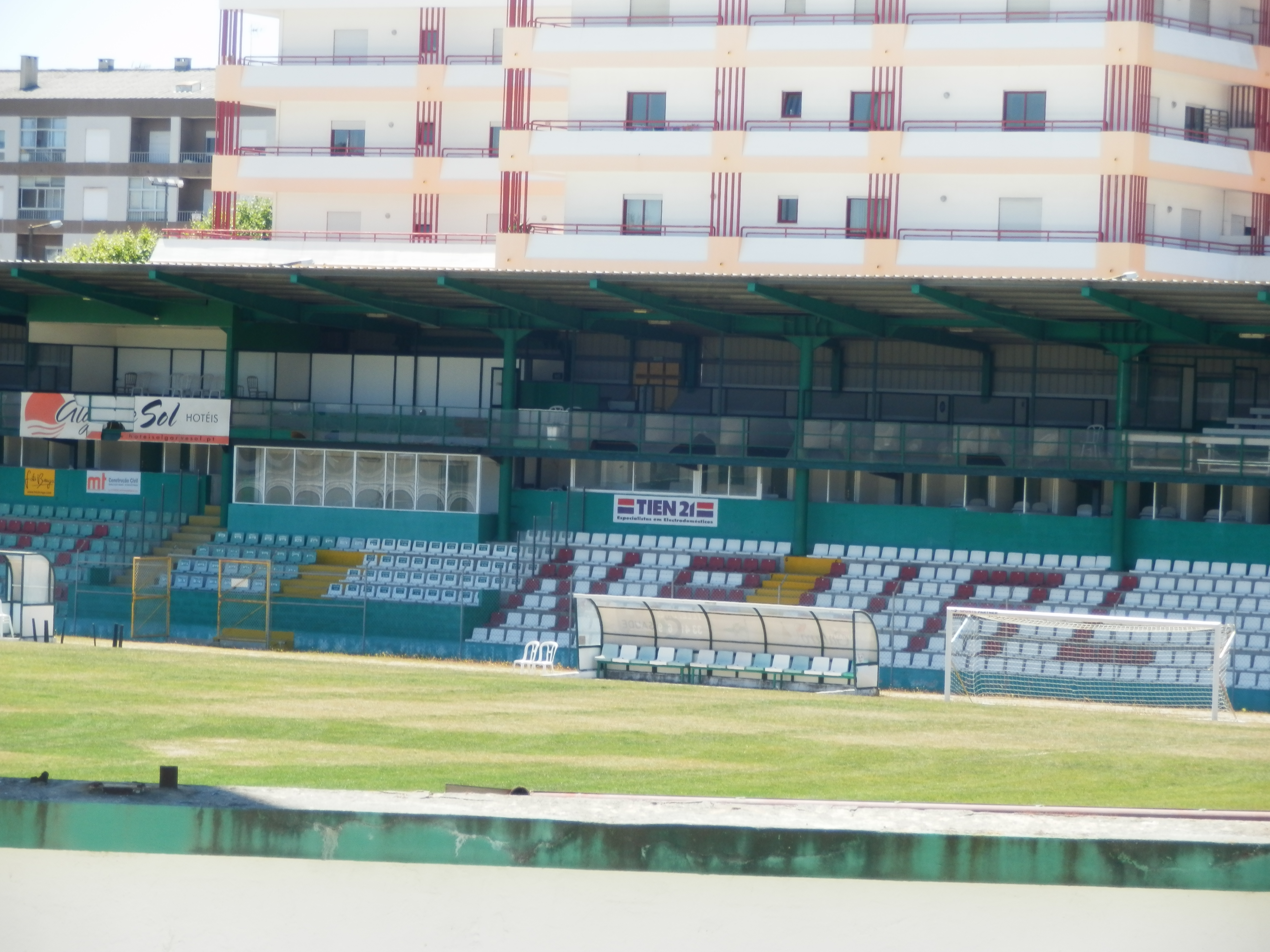
Die Haupttribüne des Stadions
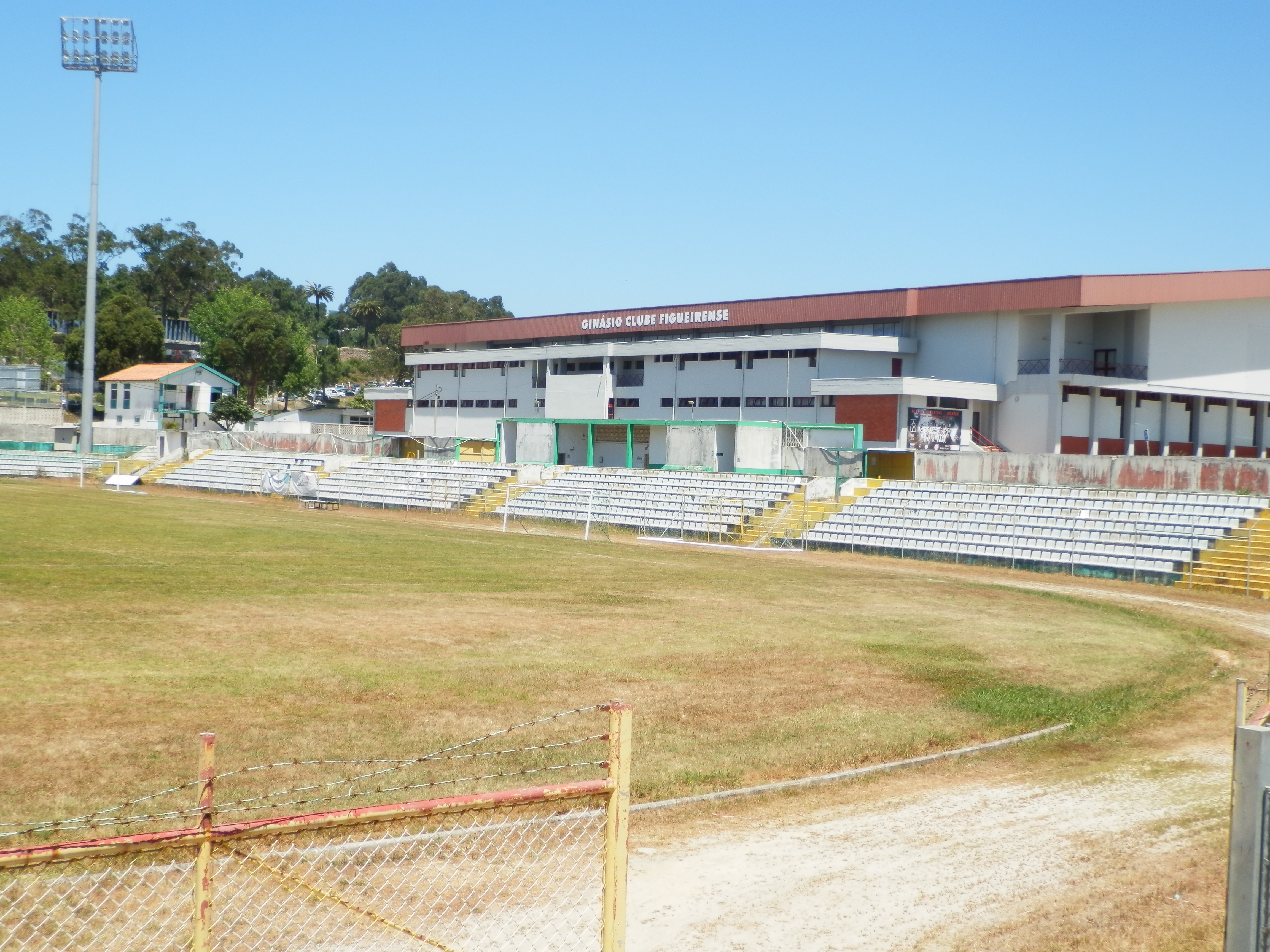
Die Gegentribüne
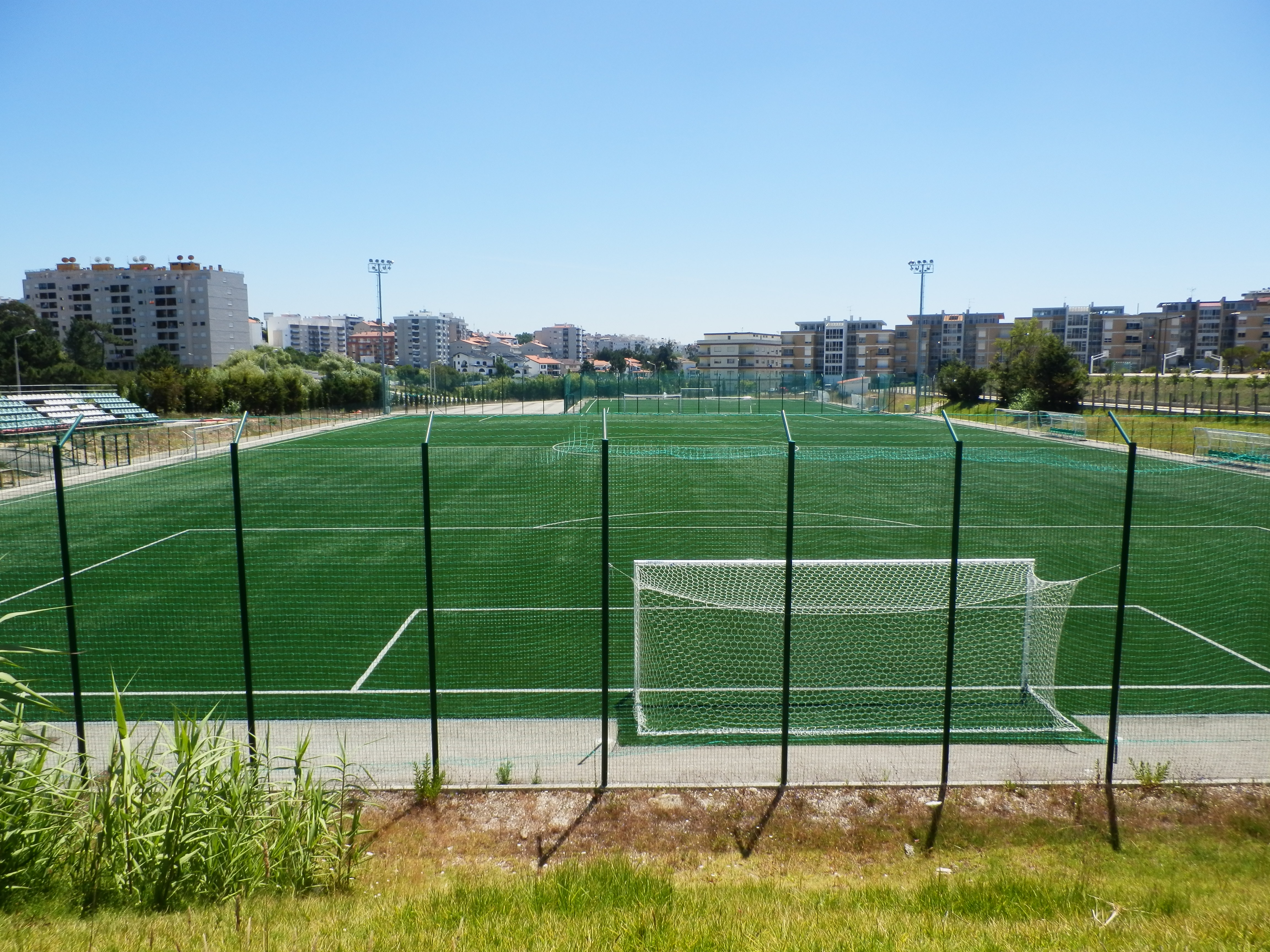
Trainingsplätze am Stadion
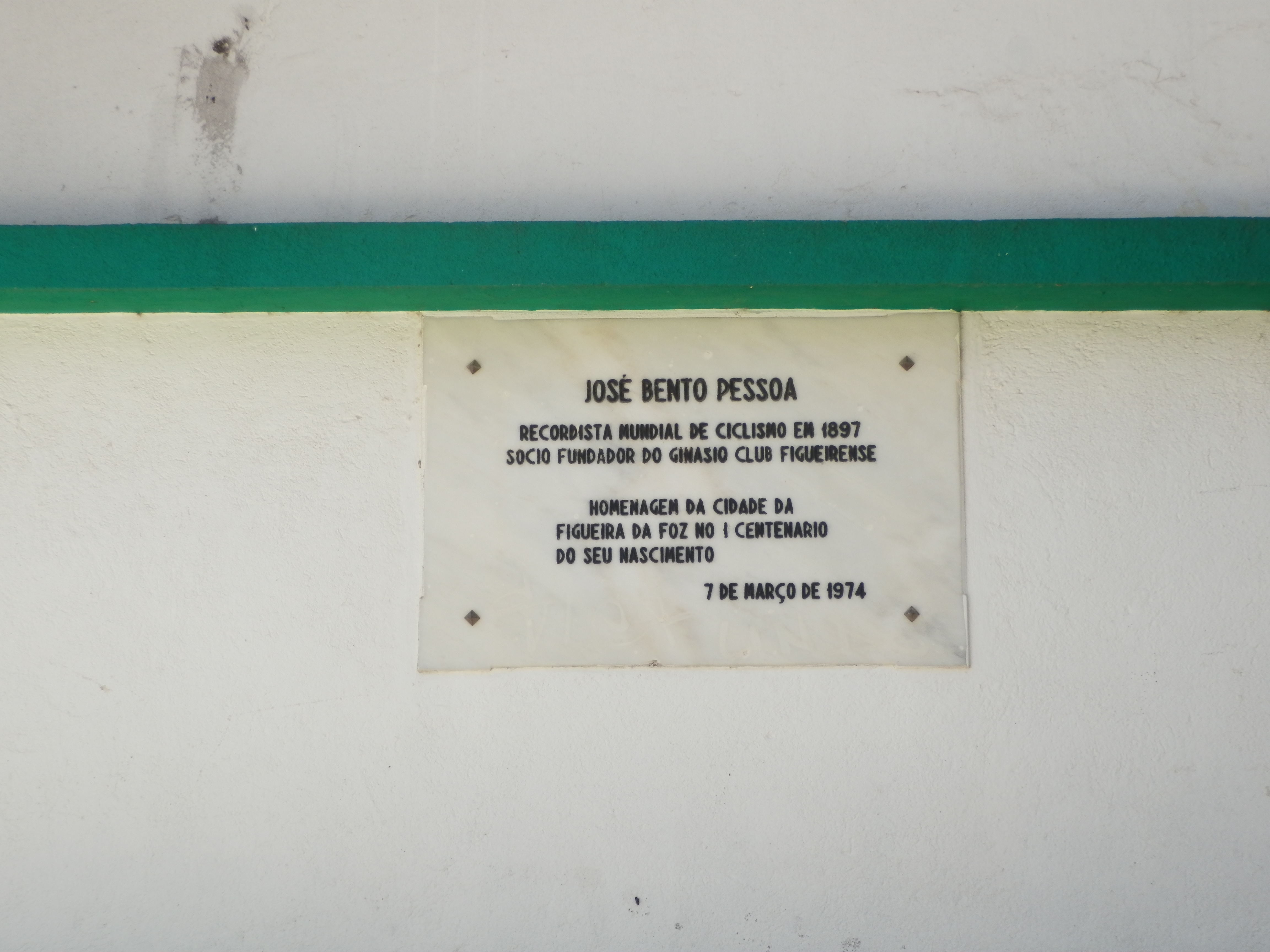
Gedenkplakette zum 100. Geburtstag von José Bento Pessoa am 7. März 1974